# Partido Demócrata del Pueblo Somalí de Etiopía
El Partido Demócrata del Pueblo Somalí de Etiopía (ESPDP; en amárico: የሶማሌ ዴሞክራሲዊ ፓርቲ ) es un partido político de Etiopía, creado por el actual Frente Democrático Revolucionario del Pueblo Etiópe (EPRDF) que gobierna después de rechazar brutalmente las demandas de autodeterminación somalíes en 1993, el EPRDF creó un partido sustituto llamado Liga Democrática Somalí Etíope (LDSE), que es uno de los muchas organizaciones satélite existentes en Etiopía. El líder del partido es Ahmed Shide.

## Historia
Al igual que el LDSE, muchos habitantes de la región somalí consideran que el Partido Demócrata del Pueblo Somalí de Etiopía es un "títere del EPRDF", que acusa a sus miembros de "represión brutal y masacres sistemáticas para garantizar que la región permanezca bajo un control firme".